# Габаидзе, Дарико Бадриевна
Дарико Бадриевна Габаидзе (род. 1 января 1993) — российская дзюдоистка, чемпионка России среди кадетов, чемпионка и призёр чемпионатов России среди юниоров, чемпионка России среди молодёжи, серебряный призёр чемпионата России 2014 года, мастер спорта России. Выступала в полутяжёлой весовой категории (до 70 кг). Наставниками Габаидзе были Михаил Рахлин и С. И. Иванов.

## Спортивные результаты
- Первенство России по дзюдо среди кадетов 2008 года — ;
- Первенство России по дзюдо среди юниоров 2010 года — ;
- Первенство России по дзюдо среди юниоров 2011 года — ;
- Первенство России по дзюдо среди юниоров 2012 года — ;
- Первенство Европы по дзюдо среди юниоров 2012 года — ;
- Первенство России по дзюдо среди юниоров 2013 года — ;
- Первенство Европы по дзюдо среди юниоров 2013 года — ;
- Чемпионат России по дзюдо 2014 года — ;
- Первенство России по дзюдо среди молодёжи 2014 года — ;
- Первенство России по дзюдо среди молодёжи 2015 года — ;